# Guerra del Sàhara Occidental
|  | No s'ha de confondre amb la Guerra d'Ifni, guerra entre Espanya i el Marroc (1957-58) al nord del Sàhara Espanyol o els Enfrontaments del Sàhara Occidental (2020-present), que involucra el Front Polisario i el Marroc. |

La guerra del Sàhara Occidental va ser una guerra entre el Front Polisario (moviment d'alliberament nacional de la República Àrab Sahrauí Democràtica, per les seves sigles RASD) i les forces armades del Marroc i Mauritània, entre 1975 a 1991, que va tenir lloc a Sàhara Occidental, Mauritània i el Marroc.
La guerra es va produir després de la retirada espanyola en 1976 (encara que el Polisario havia lluitat contra les forces espanyoles des de la seva creació en 1973), que va conduir a la invasió del territori del Sàhara Occidental per part de forces del Marroc i Mauritània.
El 1979 Mauritània va abandonar la part del Sàhara Occidental que havia ocupat. El 1991 es va produir un acord d'alto-el-foc amb el Marroc. Malgrat això la major part del territori encara es manté ocupat pels marroquins.

## Causes
El Marroc reclamava el territori del Sàhara Occidental com a part dels seus territoris. El 1967, l'ONU va recomanar la descolonització del territori i poc després, Mauritània també es va sumar a les reclamacions territorials marroquines.
Mentrestant, comença l'agitació nacionalista al Sàhara Occidental, el 1957 s'alça en armes l'Exèrcit d'Alliberament Nacional amb 4500 a 5500 homes, la seva rebel·lió es va estendre per les regions del Sàhara Occidental, el Marroc i Mauritània havent d'actuar en conjunt Espanya i França per a acabar amb el moviment l'any següent. El 1968 es crea el Moviment d'Alliberament de Saguia el Hamra i Rio de Oro sota el lideratge de Mohamed Sidi Brahim Basir. La repressió d'una revolta nacionalista a Al-Aaiun, el 17 de juny de 1970 conclou amb 40 morts i centenars de detinguts. Bassiri és detingut i desaparegut. Poc després, el 10 de maig de 1973, es crea el Front Polisario (Front Popular per a l'Alliberament de Saguia el Hamra i Rio de Oro), que comença la lluita armada contra Espanya. La seva primera acció té lloc el 20 de maig d'aquest any amb 17 combatents que tan sols comptaven amb cinc armes. Els xocs armats se succeirien durant els següents mesos

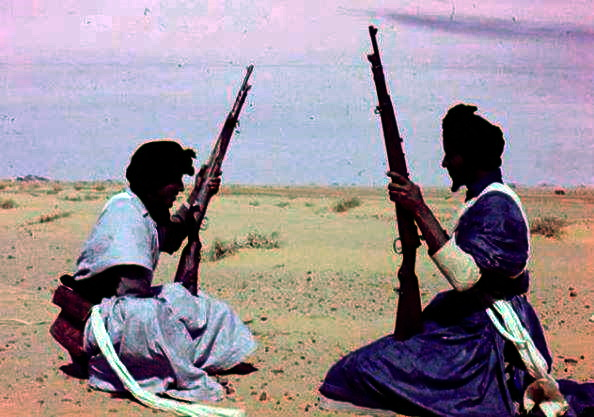
Soldats sahrauís l'any 1979.

El 1974, Espanya anuncia els seus plans per a concedir major autonomia als sahrauís i per a celebrar un referèndum durant la primavera de 1975. El Marroc es va oposar al projecte espanyol, mentres que l'ONU va forçar a Espanya a suspendre el referèndum i a acudir al Tribunal Internacional de Justícia de la Haia. El setembre de 1975, es va emetre el dictamen que, no obstant això, no va aclarir què havia de fer-se (condemna les pretensions de Mauritània i el Marroc sobre el Sàhara Occidental, però tampoc reconeix el dret a l'autodeterminació de la zona). La situació es va anar deteriorant fins que el rei Hassan II del Marroc va organitzar l'anomenada marxa verda (16 d'octubre de 1975). Mentrestant, l'administració espanyola organitza l'Operació Oreneta (Operación Golondrina, en castellà), una operació per a evacuar als espanyols del territori. S'emportarien fins i tot els cadàvers dels cementiris, que van ser dipositats en el Cementiri de Sant Lázaro de Las Palmas de Gran Canaria. El 6 de novembre de 1975, uns 300 000 marroquins civils desarmats concentrats a la ciutat marroquina de Tarfaya, prop de la frontera, entren al Sàhara Occidental. Poc abans (el 31 d'octubre), tropes marroquines havien creuat la frontera nord-oest del Sàhara Occidental i enfrontat-se a les tropes del Polisario.
En aquest clima de tensió, agreujat per l'agonia de Franco a Espanya, el Marroc, Mauritània i Espanya signen a Madrid (14 de novembre de 1975) un acord pel qual Espanya es comprometia a posar fi a la seva presència al Sàhara el 28 de febrer de 1976 i a compartir fins llavors l'administració del territori del Sàhara Occidental amb Mauritània i el Marroc. Aquest acord va comptar amb l'oposició frontal d'Algèria i del Front Polisario. Davant la pressió de la marxa verda, les guarnicions espanyoles s'havien retirat a Al-Aaiun, Smara i Dakhla.

## Desenvolupament

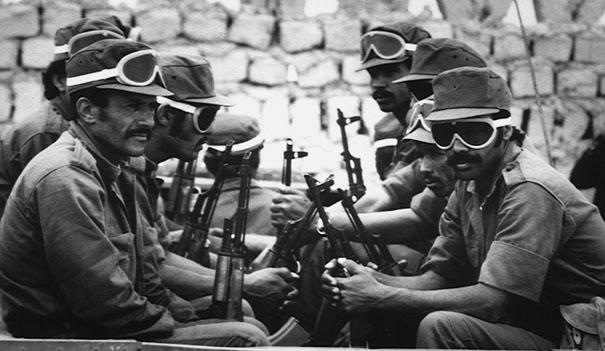
Soldats sahrauís l'any 1985.

### Ocupació del Sàhara Occidental pel Marroc i Mauritània (1975-1976)
Tropes mauritanes i marroquines comencen a ocupar les ciutats del Sàhara Occidental (Smara, el 27 de novembre; Al-Aaiun, l'11 de desembre; Güera, el 20 de desembre; Dakhla, el 9 de gener). Els sahrauís comencen a abandonar les ciutats (novembre 1975-febrer 1976) per a instal·lar-se a l'interior del desert i així evitar els atropellaments que l'exèrcit marroquí va cometre contra ells, des de detencions, passant per tortures i arribant fins i tot a cometre assassinats. Però l'exèrcit marroquí, no es va limitar a la repressió a les ciutats com Al-Aaiun o Smara, on va fer assassinar a uns 650 sahrauís. També es va basar en una campanya de bombardejos aeris sobre els milers de civils sahrauís que estaven exiliant-se. Entre elles, la més esmentada va ser la de Um-Draiga. Durant el bombardeig, els campaments que els sahrauís havien instal·lat temporalment, van ser severament bombardejats per l'aviació marroquina durant 48 hores. El desenllaç va ser la mort de 3.000 sahrauís, pels bombardejos executats amb napalm i fòsfor blanc. Aquesta campanya de terror va generar que els sahrauís acabessin en camps de refugiats a Algèria, buscant refugi.

### Batalles de Amgala de 1976
El 26 de febrer de 1976, els últims soldats espanyols abandonaven el Sàhara Occidental. Aquella mateixa nit, quan les tropes marroquines ja havien entrat en el territori, el Front Polisario proclamava la constitució de la República Àrab Sahrauí Democràtica (RASD). El 14 d'abril, Mauritània i el Marroc signaven un acord a Rabat pel qual es repartien el país: els dos terços més al nord per al Marroc i el terç restant al sud per a Mauritània.

### Fustigació del Polisario (1976-1980)

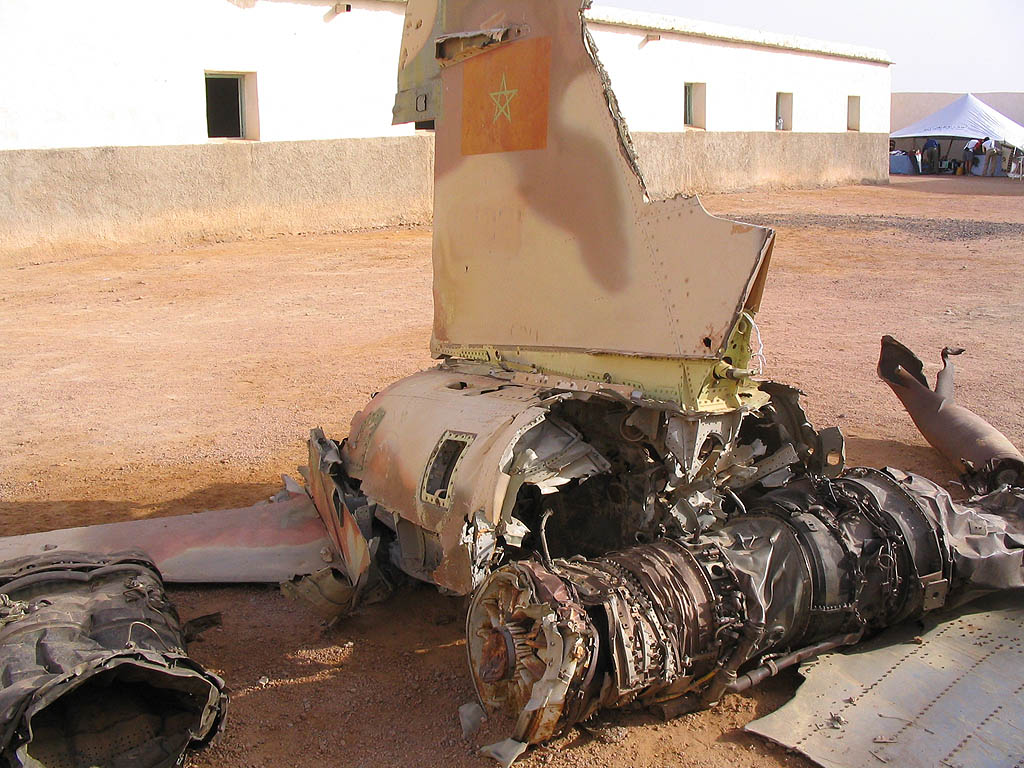
Caça marroquí F-5 abatut a prop de Tifariti amb un míssil SAM 6 de l'URSS.

Les guerrilles del Polisario, amb base a Algèria, van llançar, entre el 1976 i 1978, continus atacs contra les tropes marroquines i mauritanes al Sàhara Occidental i a Mauritània (Nouakchott, capital de Mauritània, va sofrir diversos atacs). El 1977 van atacar les instal·lacions de la indústria minera de la localitat mauritana de Zuerate, ocasionant a més un incident diplomàtic amb França pel segrest d'ostatges francesos. A conseqüència de la crisi econòmica i del cop d'estat del 10 de juliol de 1978 contra Moktar Ould Daddah i el nomenament d'una Junta militar, Mauritània va renunciar a les seves pretensions territorials al Sàhara i el 1979, va signar la pau amb el Front Polisario (l'Acord d'Alger). No obstant això, les posicions mauritanes abandonades son ocupades pel Marroc, que proclama la seva sobirania sobre la totalitat del territori del Sàhara Occidental.
Malgrat això, sobre el terreny, les operacions militars comencen a torçar-se per al Front Polisario, amb la construcció pel Marroc d'una línia defensiva en ple desert.

### Construcció del mur i estancament del conflicte (1980-1987)

Murs marroquins al territori del Sàhara Occidental. En groc, territori sota control del Front Polisario.

L'agost de 1980, a causa del desgast en termes de baixes, el Marroc comença la construcció d'un mur impulsat pel general Ahmed Dlimi. El propòsit era protegir el triangle format pels abundants jaciments de fosfat de Bucraa, Al-Aaiun, el seu port i Smara. A la fi de 1982 acaba la seva primera fase, d'uns 600 km de longitud. Les següents ampliacions es destinen a assegurar la rereguarda d'Esmara i l'estratègica Amgala. L'ampliació de 1984 té com a propòsit l'aïllament d'Haouza, capital de la RASD, i la següent arraconar a Polisario a la frontera d'Algèria. Va ser acabat a l'abril de 1987, amb 2720 quilòmetres i construït en sorra d'almenys 2 metres d'alt. A més, està envoltat de camps minats posseeix fortaleses cada 5 km i està resguardat per més 100 000 soldats.
En el pla diplomàtic internacional, en 1982 la RASD va ser admesa en l'Organització per a la Unitat Africana (OUA), de la qual el Marroc s'hi va retirar l'any 1985. El 1984 el govern libi de Gaddafi i el Marroc arriben a un acord pel qual Líbia cessa de proveir a Polisario d'armament. El 1985 la RASD ja havia estat reconeguda oficialment per 61 països. Aquest any, les Nacions Unides insten a una negociació entre les parts i a la celebració d'un referèndum al Sàhara Occidental amb la retirada prèvia de les tropes marroquines.

### Des de la construcció del mur a l'alto-el-foc i pla d'arranjament (1987-1991)
El 1988 a causa de la impossibilitat de Polisario de mantenir la superioritat militar sobre el Marroc, i l'absència de reconeixement diplomàtic internacional a la sobirania del Marroc sobre el Sàhara Occidental, totes dues parts van acceptar la proposta de l'alto el foc elaborat per l'ONU (sobre una proposta prèvia de la OUA). L'alto el foc entre el Marroc i el Polisario va entrar en vigor el 6 de setembre de 1991.
De manera separada a l'alt al foc es va negociar el pla d'arranjament pel conflicte. El referèndum va ser escrit com a Resolució 690 del Consell de Seguretat del 29 d'abril de 1991. La falta de consens es va centrar, des de llavors, en el cens del referèndum. La postura de Polisario és l'ús del cens espanyol de 1974 i la del Marroc és la de l'ús del cens dels habitants del Sàhara Occidental en el moment del referèndum. Mentres que el Marroc sosté que el referèndum ha de contemplar als actuals pobladors del territori. D'aquesta forma, el referèndum es va anar ajornant fins al dia d'avui, que encara no s'ha celebrat. La Resolució 690 de 29 d'abril de 1991 també va crear la Missió de Nacions Unides per al referèndum al Sàhara Occidental (MINURSO). El seu objectiu és, a més de preparar la consulta, supervisar l'alto-el-foc.

## Conseqüències
Encara que la primera consulta va estar prevista per l'any 1992, discrepàncies en el cens van impedir la seva realització. La dècada dels noranta transcorre entre intents d'elaborar un cens per al referèndum, entre contínues discrepàncies entre totes dues parts. Mentrestant, Hassan II del Marroc decreta la divisió del Sàhara Occidental en províncies, equivalents a les marroquines. El 1999, es publica el primer cens electoral (amb més de 86 000 votants). No obstant això, des de la fi de la guerra del Sàhara Occidental en 1991, el conflicte del Sàhara Occidental segueix sense resoldre's.
El president de l'ONU, Kofi Annan, va arribar a dir a la fi del seu mandat que el conflicte del Sàhara tenia una molt difícil solució. Els estats membres de l'ONU no han estat capaces fins al moment de fer complir les resolucions de l'ONU. El referèndum sembla endarrerir-se sine die.
El 13 de novembre de 2020 es va reprendre el conflicte armat amb els enfrontaments del Sàhara Occidental.